# Cecilia Mangini
Cecilia Mangini (Mola di Bari, 31 de julio de 1927-Roma, 21 de enero de 2021) fue una cineasta documentalista, guionista y fotógrafa italiana. Considerada pionera del cine documental y referente del cine italiano de no ficción, destacó por su trabajo con el foco en la denuncia social. Fue la primera mujer que rodó documentales en la Italia de la posguerra. A través de ellos contó treinta años de la historia de Italia.

## Biografía
Cecilia Mangini nació en Mola di Bari, en la Apulia, una región agrícola y pobre en el sur de Italia. Procedía de una familia con mezcla de orígenes: su padre era socialista y su madre tenía un título nobiliario. Desde pequeña vivió los contrastes entre la tierra de su padre, la Apulia, marcada por la miseria, y la materna, la rica Toscana. Mangini dejó atrás su educación fascista y se posicionó en la izquierda, autoetiquetándose posteriormente como anarquista. Su perspectiva política y social macaron sus trabajos tanto en los documentales como en la fotografía. Mangini definió sus documentales como libertarios, poniendo el foco en las diferencias sociales y enfrentándose a un gobierno conservador de profundas raíces religiosas. Sus ideas políticas y su personalidad rebelde no sólo la enfrentaron a la censura sino también al papel de las mujeres en un mundo de hombres.
A los seis años, en 1933, la familia de Cecilia, constreñida por la crisis económica se mudó a Florencia. Allí en la escuela, Cecilia Mangani hace un juramento al fascismo. Sin embargo descubre el cine en los círculos cinematográficos. Estos círculos son instituidos por el régimen fascista, como un instrumento de propaganda para seducir a la juventud.
En 1952, Cecilia Mangini realizó su primer reportaje fotográfico en Lipari. Registró los rostros, los gestos del trabajo manual y los cuerpos de las personas que trabajan en las canteras de piedra pómez.
En 1956 y 1957 realizó para la revista Rotosei dos series de fotografías siguiendo las historias de Elio Vittorini y Riccardo Bacchelli en Milán. Fotografió la Italia dividida entre tradiciones y modernidad representada por las fábricas en el campo abierto de la posguerra.
Su primer trabajo en documental fue con textos de Pier Paolo Pasolini que posteriormente ella convertiría en el documental Ignoti alla città (1958). Un trabajo que se enfrenta al papel que se espera de ella por ser mujer y que cuestiona rebelándose contra la censura del gobierno italiano y los convencionalismos de la época.  Filmó los suburbios de las afueras de Roma y los jóvenes ociosos a los que Pier Paolo Pasolini había retratado en su novela Le Ragazzi di Vita. El documental fue censurado por incitar a la delincuencia. La colaboración con Pasolini se amplió más tarde con Stendalì (1960) y con La canta delle marane (1961). 
Mangini fue la única mujer del grupo de cineastas impulsores del neorrealismo del que formaban parte Giuseppe Ferrara, Gianfranco Mingozzi, Luigi Di Gianni, Lino del Fra. 
En 1959 en su segundo documental Maria ei Giorni, Cecilia Mangini retrata a una mujer campesina en su región natal de Puglia.
En 1959 dirigió Stendalì. El texto está escrito por Pier Paolo Pasolini, con poemas populares en griko, un dialecto hablado en la región de Salento, herencia del griego antiguo  Esta película traza un rito de lamentación durante el duelo.
En 1962, Cecilia Mangini, Lino Del Fra y Lino Miccichè realizaron el documental All'Armi, Siam Fascisti! (1962) a partir de archivos resultantes de la propaganda visual de los regímenes fascistas y su connivencia con la iglesia. La película fue censurada por mostrar y denunciar la colusión entre el Vaticano y el régimen fascista de Bénito Mussolini. Dos años después presentó  Essere donne (1965) la primera película documental que relataba la situación de la mujer en Italia en aquellos años.
En la década de los sesenta su trabajo fue más experimental. En Divino amore (1964), Mangini filmó a aldeanos en una procesión nocturna y luego montó el metraje como si fuera un thriller. En La passione del grano (1963), rodó el ritual con el que los campesinos de la Basilicata mataban simbólicamente a una cabra interpretada por un paisano del pueblo para que la cosecha fuera buena.
Su último trabajo fue en 2020 codirigiendo el documental Due scatole dimenticate – un viaggio in Vietnam, con Paolo Pisanelli. Fue presentado en el Festival de cine europeo de Sevilla 2020 donde se proyectó una docena de sus cortometrajes además de organizar en formato virtual la primera exposición de su obra fotográfica en España que incluía imágenes captadas en una Italia en ruinas y su reconstrucción tras la guerra y la muerte de Mussolini, además de los retratos que realizó a Fellini, Pasolini o Chaplin.

## Vida personal
Estaba casada con el director de cine y guionista Lino del Fra con quien colaboró en varias ocasiones.

## Filmografía

### Directora de documentales
- 1958 : Ignoti alla città
- 1959 : Firenze di Pratolini
- 1959 : Stendalì
- 1959 : Vecchio regno, codirigido con Lino Del Fra
- 1959 : Maria e i giorni
- 1960 : Divino amore
- 1961 : La canta delle marane
- 1962 : All'armi siam fascisti, codirigido con Lino Del Fra y Lino Micciichè
- 1963 : La statua di Stalin, codirigido con Lino Del Fra
- 1964 : O Trieste del mio cuore
- 1965 : Brindisi '66
- 1965 : Felice Natale
- 1965 : Essere donne
- 1965 : Tommaso
- 1967 : La scelta
- 1969 : Domani vincerò
- 1972 : L'altra faccia del pallone
- 1972 : Mi chiamo Claudio Rossi
- 1972 : La briglia sul collo
- 1973 : Dalla ciliegia al lambrusco
- 1987 : Immagini sul lavoro femminile nell'industria, film colectivo
- 1987 : Una doppia assenza
- 2004 : Uomini e voci del congresso socialista di Livorno
- 2013: In viaggio con Cecilia, documental codirigido con Mariangela Barbanente
- 2020: Due scatole dimenticate – un viaggio in Vietnam, documental, codirigido con Paolo Pisanelli

### Guionista
- 1959 : Firenze di Pratolini[8]
- 1962 : All'armi, siam fascisti
- 1963 : La statua di Stalin
- 1970 : La torta in cielo
- 1973 : La villeggiatura
- 1977 : Antonio Gramsci: i giorni del carcere
- 1994 : Klon

## Reconocimientos y homenajes
- Premio Maria Adriana Prolo alla carriera 2020 - Associazione Museo Nazionale del Cinema (AMNC) di Torino - Torino Film Festival
- Premio a Toda una Carrera 2017 - Festival de Cine Italiano de Madrid
- 2009 Medalla del Presidente de la República Italiana por haber transmitido a las generaciones futuras, a través de su actividad de cineasta documentalista, algunas de las más bellas imágenes de la Italia de los años 50 y 60 - Premio Solinas.

### Documental sobre Mangini
En 2011 el documental Non c’era nessuna Signora a quel tavolo. Il Cinema di Cecilia Mangini  (64') dirigido por Davide Barletti y Lorenzo Conte relata la trayectoria de la documentalista, fotógrafa en intelectual que a través de sus películas cuenta treinta años de la  Un conmovedor retrato de la documentalista, fotógrafa e intelectual Cecilia Mangini, que a través de sus películas nos ha contado treinta años de la historia de Italia